# Valerio Zurlini
Valerio Zurlini (* 19. März 1926 in Bologna; † 27. Oktober 1982 in Verona) war ein italienischer Filmregisseur und Drehbuchautor.

## Leben
Valerio Zurlini studierte Jura und sammelte Erfahrungen auf einer Studentenbühne. 1948 begann er mit dem Drehen von kurzen Dokumentarfilmen. Der erste abendfüllende Spielfilm entstand 1954. Zurlinis Filme, bei denen er meist auch für das Drehbuch verantwortlich war, waren realitätsnahe, andererseits aber auch poetische Geschichten mit großem Einfühlungsvermögen in die Verhältnisse der handelnden Personen. Sein letzter Film, Die Tatarenwüste nach dem Roman Il deserto dei Tartari von Dino Buzzati, war auch sein international bekanntester.
Zurlini bekannte sich zeitlebens zum Kommunismus.

## Filmografie (Auswahl)
- 1955: Die schönen Mädchen von Florenz (Le ragazze di Sanfrediano)
- 1959: Wilder Sommer (Estate violenta)
- 1961: Das Mädchen mit dem leichten Gepäck (La ragazza con la valigia)
- 1962: Tagebuch eines Sünders (Cronaca familiare)
- 1965: Mädchen für die Soldaten (Le soldatesse)[3]
- 1968: Töten war ihr Job (Seduto alla sua destra)
- 1972: Oktober in Rimini (La prima notte di quiete)
- 1976: Die Tatarenwüste (Il deserto dei tartari)